# Kathedrale von Frascati

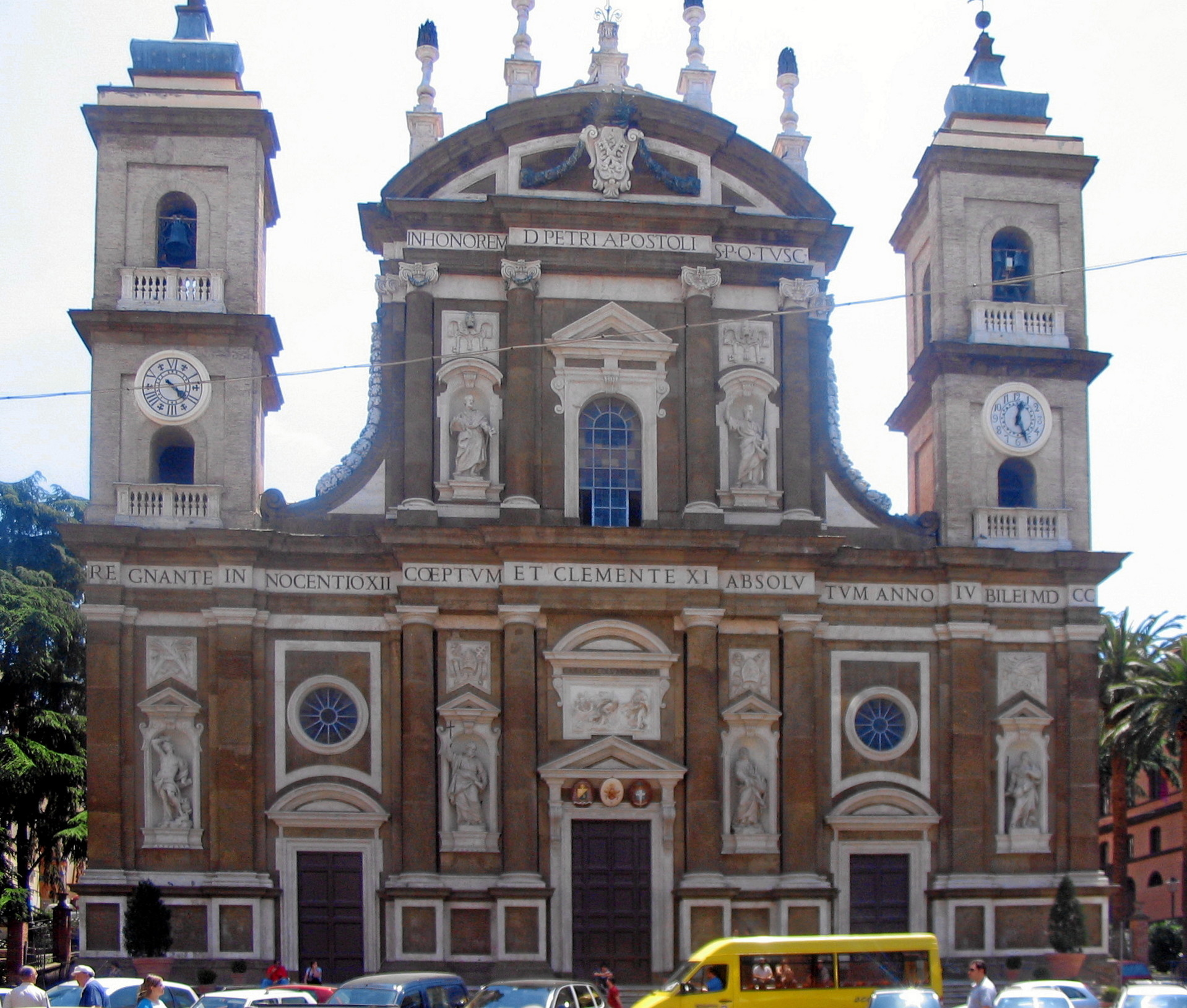
Fassade der Kathedrale

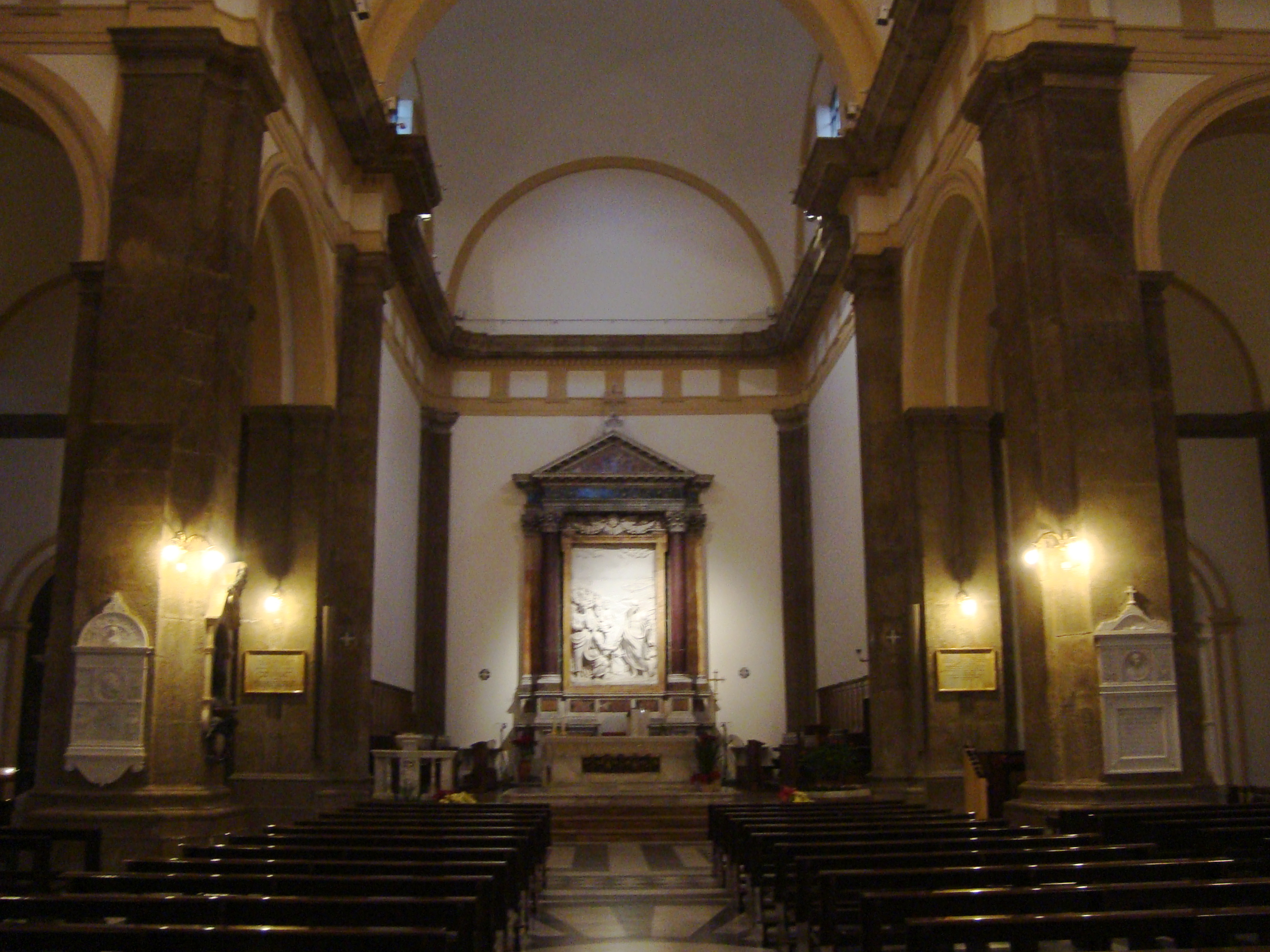
Innenraum der Kathedrale

Die Kathedrale von Frascati oder die Kathedralbasilika des Apostels St. Peter (italienisch Basilica Cattedale San Pietro Apostolo) ist eine Kirche in Frascati in der italienischen Metropolitanstadt Rom Hauptstadt. Die Kathedrale des suburbikarischen Bistums Frascati stammt aus dem 17. Jahrhundert.

## Geschichte
Die heutige Kathedrale der Diözese Frascati am Stadtrand von Rom ist bereits ihr fünfter Bischofssitz, vorher war dies seit 1538 die alte Kirche Santa Maria in Vivario. Für die wachsende Bevölkerung wurde diese Kirche jedoch zu klein, wie Kardinalbischof Alfonso Gesualdo 1588 feststellte.
Unter dem neuen Kardinalbischof Tolomeo Gallio kam es 1599 zum Beschluss des Neubaus mit einer anfänglichen Finanzierung durch Papst Clemens VIII. Trotz Darlehen und einer ab 1608 eingeführten Steuer auf Wein gingen die Arbeiten aufgrund wirtschaftlicher Probleme nur langsam voran, worauf Kardinalbischof Mariano Pierbenedetti 1608 der Gemeinde vorschlug, die Arbeiten im damaligen Zustand abzuschließen und das Gebäude zu überdachen. Daraufhin konnte die erste Messe 1610 in der neuen Kathedrale gefeiert werden. Nach weiteren Arbeiten weihte Kardinalbischof Fausto Poli die Kathedrale 1636 dem Apostel Petrus. 1698 wurde die Fassade durch den Architekten Jerome Fontana ergänzt.
Bei den Luftangriffen auf Italien wurde am 8. September 1943 durch das Alliierte Bombardement von Frascati die gesamte Stadt schwer beschädigt, von der Kirche wurden der Chor und die Orgel zerstört. Der Wiederaufbau wurde 1949 abgeschlossen. Das Dach der Kathedrale wurde 1965 restauriert und die Fassade 2002. Am 1. März 1975 verlieh Papst Paul VI. der Kathedrale den Titel einer Basilica minor. Papst Benedikt XVI. besuchte die Kathedralbasilika 2012 und feierte auf dem Petersplatz eine Messe.

## Architektur
Der Petersdom befindet sich in der Altstadt von Frascati am Petersplatz. Den Grundriss der dreischiffigen Kathedrale bildet ein griechisches Kreuz mit einer quadratischen Apsis, die am unteren Ende des Kirchenschiffs hervorragt. Die Länge der Kirche beträgt 42,3 Meter, das Dach hat eine Höhe von 21,8 Metern. Die 32,1 Meter breite Fassade wurde mit Tuscolana-Stein aus den Steinbrüchen von Monte Porzio Catone bei Frascati und mit Travertin aus Tivoli errichtet. Sie wird von zwei Glockentürmen flankiert, von denen jeder eine Uhr auf der Vorderseite hat; während die Uhr des Glockenturms auf der rechten Seite zwölf Stunden anzeigt, hat die Uhr des Glockenturms auf der linken Seite ein Ziffernblatt mit sechs Stunden. 
Die Fassade ist in zwei Etagen unterteilt, die von einem Marmorgesims überlagert werden, das im unteren Band von vier toskanischen Halbsäulen in der Mitte und von zwei Paar toskanischen Parasteonen an den Seiten gestützt wird. Unten, abwechselnd mit den drei Portalen, gibt es vier Nischen, die von links die Statuen von St. Sebastian (von Jerome Gramignoli), St. Jakob dem Jüngeren (von Giuseppe Napolioni), St. Philipp der Apostel (von Vincenzo Felici) und St. Rocco (von Pietro Maiuri) präsentieren. Über dem zentralen Portal befindet sich ein Marmorrelief, das Jesus zeigt, der Petrus für seinen Mangel an Glauben beschimpft, ein Werk von Bernardino Cametti. Im oberen Band stehen in Nischen die Statuen von St. Peter, links, und St. Paul, rechts, beide Werke von Andrea Fucigna.

## Innenraum
Das Innere war ursprünglich komplett mit Fresken geschmückt, aber nach den Bombenangriffen von 1943 wurde es ohne Ornamente in einem einfachen Elfenbeinton wiederhergestellt. Das Dach der beiden Arme des Querschiffs und des Kirchenschiffs ist mit Tonnengewölben ausgeführt. Der Altarraum, der nach dem Zweiten Vatikanischen Konzil modifiziert wurde, nimmt die gesamte Apsis ein, die mit einem Spiegelgewölbe bedeckt ist; in der Mitte befindet sich der Marmoraltar. Das Retabel stammt von einem Barockaltar, das zwischen zwei korinthischen Säulen eingerahmt ist, und zeigt ein Relief mit der Schlüsselübergabe an Petrus, erstellt 1612 vom florentinischen Bildhauer Pompeo Ferrucci. Darunter befindet sich der Bischofsstuhl.